# Mamers (Caroline du Nord)
 (mai 2025).
Pour l’article homonyme, voir Mamers.
Mamers est une census-designated place située dans le comté de Harnett, dans l’État de Caroline du Nord, aux États-Unis. Lors du recensement de 2020, elle comptait 814 habitants.